# Joop Atsma

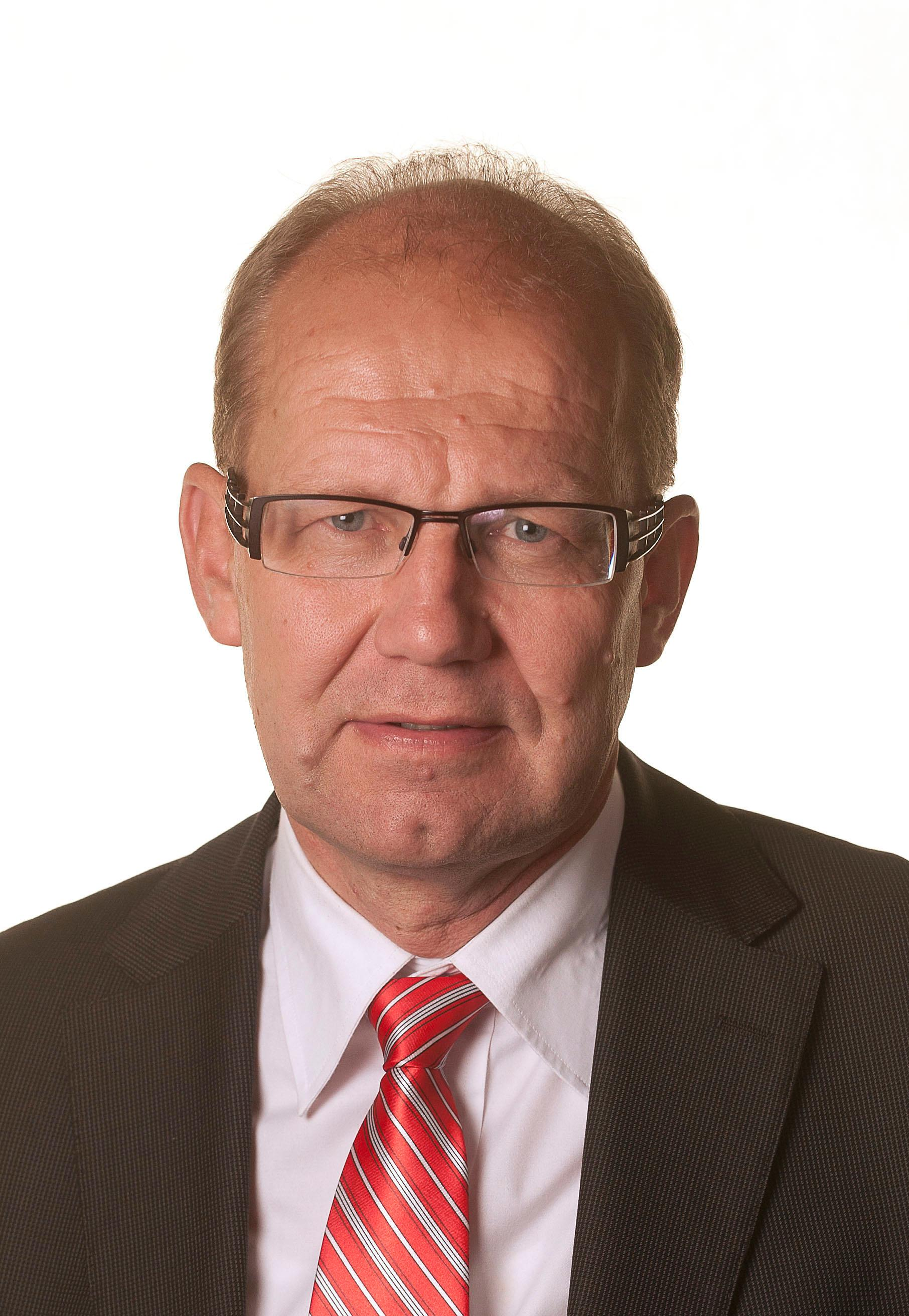
Joop Atsma

Johannes Jan „Joop“ Atsma (* 6. Juli 1956 in Surhuisterveen, Gemeinde Achtkarspelen, Provinz Friesland) ist ein niederländischer Politiker, ehemaliger Sportfunktionär und seit Juni 2015 Mitglied der Ersten Kammer der Generalstaaten. Er gehört dem Christen-Democratisch Appèl an. Atsma lebt in seinem Geburtsort.

## Leben
Atsma wurde als Sohn des Milchbauern Pieter Atsma und dessen Ehefrau Tjitske van der Meer in Surhuisterveen geboren. Nach dem Besuch des Gymnasiums (Atheneum) begann er ein Studium der Geschichtswissenschaft an der Reichsuniversität Groningen, das er jedoch nicht abschloss. Seit dem 16. Dezember 1982 ist Atsma mit Tea van der Schaaf verheiratet.

## Beruf
Von 1978 bis 1989 war Atsma als Journalist tätig. Er arbeitete unter anderem für die Tageszeitungen Nieuwsblad van het Noorden in Groningen (heute im Dagblad van het Noorden aufgegangen) und Friesch Dagblad in Leeuwarden sowie für die Presseagentur Algemeen Nederlands Persbureau. Des Weiteren war er für die öffentlich-rechtlichen Fernseh- und Rundfunksender Nederlandse Omroep Stichting (NOS) und Omrop Fryslân tätig.
Ab 1989 war er hauptamtlich für den niederländischen Radsportverband Koninklijke Nederlandsche Wielren Unie (KNWU) aktiv. Bei vier Olympischen Sommerspielen (1988 in Seoul, 1992 in Barcelona, 1996 in Atlanta und 2000 in Sydney) hatte er die Rolle als Chèf d’Equipe beim Radrennen inne. Seit 2009 ist Atsma Vorsitzender der Wege-Kommission der Union Cycliste Internationale, der internationalen Radsport-Vereinigung. Die Kommission ist unter anderem für die Verabschiedung von Regeln, den Terminkalender und die Qualifikationskriterien für Weltmeisterschaften und Olympische Spiele zuständig.

## Politische Laufbahn
Atsma begann seine politische Laufbahn als Mitglied im friesischen Provinzialparlament. Dort war er für den CDA Fraktionsvorsitzender. 1998 wurde er erstmals in die Zweite Kammer der Generalstaaten gewählt. Seinen parlamentarischen Eid legte er auf Friesisch ab. Als Abgeordneter kümmerte sich Atsma vor allem um Themen des Sports, der Landwirtschaft, der Lebensmittelqualität, der Medien und des Bergbaus, was in den Niederlanden zuvörderst mit Erdgasförderung zusammenhängt. In der Folge war er Vorsitzender des Ausschusses für Landwirtschaft, Naturschutz und Lebensmittelqualität sowie stellvertretender Vorsitzender des Ausschusses für Gesundheit, Wohlfahrt und Sport. Am 14. Oktober 2010 berief ihn Ministerpräsident Mark Rutte als Staatssekretär für Infrastruktur und Umwelt in sein Kabinett. Seine bezahlten Nebentätigkeiten im Radsport legte Atsma daraufhin vorerst auf Eis. Er war Staatssekretär bis dem 5. November 2012. Seit dem 9. Juni 2015 ist er Mitglied der Ersten Kammer der Generalstaaten.